# Psalm 102

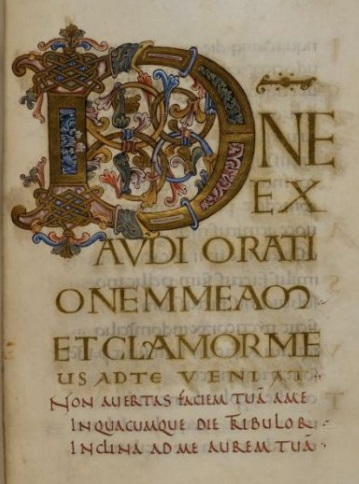
Anfang des Psalms 102 (101) im Ramsey-Psalter

Der 102. Psalm (Septuaginta und Vulgata 101) ist ein Psalm aus dem vierten Buch des Psalters. Er wird zur Gruppe der sogenannten Bußpsalmen gezählt.

## Einordnung
Der erste Vers beschreibt den Psalm als eine Art Gebetsformular, mit dem ein „Elender“ in Bedrängnis seine Not vor Gott bringen kann:

„Ein Gebet für den Elenden, wenn er verzagt ist und seine Klage vor dem HERRN ausschüttet.“

Obwohl das Thema Schuld in Psalm 102 nicht angesprochen wird, wird er als fünfter Bußpsalm zu den kirchlichen Bußpsalmen gezählt.

## Inhalt
Der Beter fordert den HERRN zunächst auf, dass dieser sein Gebet hören möge (Vers 2–3). Anschließend schildert er zunächst seine Krankheit und die damit einhergehende Einsamkeit (Vers 4–8) sowie den Hohn seiner Feinde (Vers 9). Dem vergänglichen Menschen (Vers 10–12) wird schließlich der ewige Gott gegenübergestellt (Vers 13). Es kommt die Gewissheit zum Ausdruck, dass sich Gott Jerusalems (Zions) annehmen wird, das 587 v. Chr. von den Babyloniern zerstört wurde und dass auch die heidnischen Völker zusammenkommen werden, um dem HERRN zu dienen (Vers 14–23). Zum Abschluss kehrt der Beter von der Vision der Wiedererrichtung Jerusalems zu seiner eigenen Situation zurück. Gott macht seinem Leben vorzeitig ein Ende. Dennoch erhebt er noch einmal seinen Blick zu Gott und bringt seine Zuversicht zum Ausdruck, dass die Nachkommen der gegenwärtigen Frommen das Eingreifen Gottes und die Wiederherstellung Jerusalems erleben werden (Vers 24–29).

## Rezeption
Die Verse 25b–28 (zusammen mit Psalm 90) dienten Jochen Klepper zu seinem Neujahrslied Der du die Zeit in Händen hast (1938), EG 64.